# Campionato mondiale cadetti di scherma 1987
Il Campionato mondiale cadetti di scherma del 1987 ("1987 World Cadets Fencing Championships") è stato organizzato dalla Federazione internazionale della scherma e si è svolto a Tel Aviv in Israele dal 3 al 4 aprile.
Nel fioretto, si sono aggiudicati i titoli del campionato mondiale l'italiano Daniele Crosta, che ha battuto in finale il connazionale Francesco Lasalandra, e l'italiana Giovanna Trillini che ha avuto la meglio sulla connazionale Cristina Baldi.
Nella spada il tedesco Gernot Bonkat ha battuto in finale il tedesco Carsten Lotter.
Nella sciabola il magiaro Gyorgy Boros prevale sull'italiano Carmine Casella.

## Podi

### Uomini
| Specialità  | Oro            | Argento               | Bronzo            |
| Individuali |                |                       |                   |
| Fioretto    | Daniele Crosta | Franscesco Lasalandra | Markus Reiter     |
| Spada       | Gernot Bonkat  | Carsten Lotter        | Laurie Shong      |
| Sciabola    | Gyorgy Boros   | Carmine Casella       | Giovanni Sirovich |

### Donne
| Specialità  | Oro               | Argento        | Bronzo      |
| Individuali |                   |                |             |
| Fioretto    | Giovanna Trillini | Cristina Baldi | Nicola Hein |

## Medagliere
| Pos.   | Nazione  | Oro | Argento | Bronzo | Totale |
| ------ | -------- | --- | ------- | ------ | ------ |
| 1      | Italia   | 2   | 3       | 1      | 6      |
| 2      | Germania | 1   | 1       | 2      | 4      |
| 3      | Ungheria | 1   | 0       | 0      | 1      |
| 4      | Canada   | 0   | 0       | 1      | 1      |
| Totale | Totale   | 4   | 4       | 4      | 12     |